# Arc d'Hadrien (Capoue)
Pour les articles homonymes, voir Arc d'Hadrien.
L'arc d'Hadrien ou arc de Capoue  est un arc de triomphe de la Rome antique situé dans la commune de Santa Maria Capua Vetere (l'ancienne cité antique de Capoue), province de Caserte en Campanie),. 
Il s'agissait à l'origine d'un arc triple, mais il ne reste aujourd'hui que trois piliers et un des arcs latéraux. Il enjambait la Voie Appienne et constituait une entrée idéale de la ville, correspondant peut-être à la ligne du pomerium.

## Historique
L'arc de triomphe a été érigé entre les Ier et IIe siècles, mais sa dédicace est inconnue. Une inscription avec une dédicace à l'empereur Hadrien a été rapportée sur l'arc, qui a ensuite été considérée comme fausse. De plus, une dédicace à Septime Sévère a également été rapportée de manière douteuse, mais elle appartenait probablement au podium d'une statue. 
On a émis l'hypothèse que l'érection de l'arc aurait eu lieu sous la dynastie des Flaviens, après l'octroi du statut de colonie à la ville (avec le nom de Colonia Flavia Augusta). 
Une restauration, avec des ajouts et des reconstructions de la structure latérale, a eu lieu en 1851. En 1860, l'arc fut impliqué dans les combats de la bataille du Volturno : une plaque commémorative, avec un texte écrit par Luigi Settembrini, est située sur l'un des piliers de l'arc. Plus tard, après 1893, les dommages causés pendant la bataille furent réparés. D'autres restaurations eurent lieu en 1945 et en 1953-1955 à la suite des dommages subis pendant la Seconde Guerre mondiale.

## Description

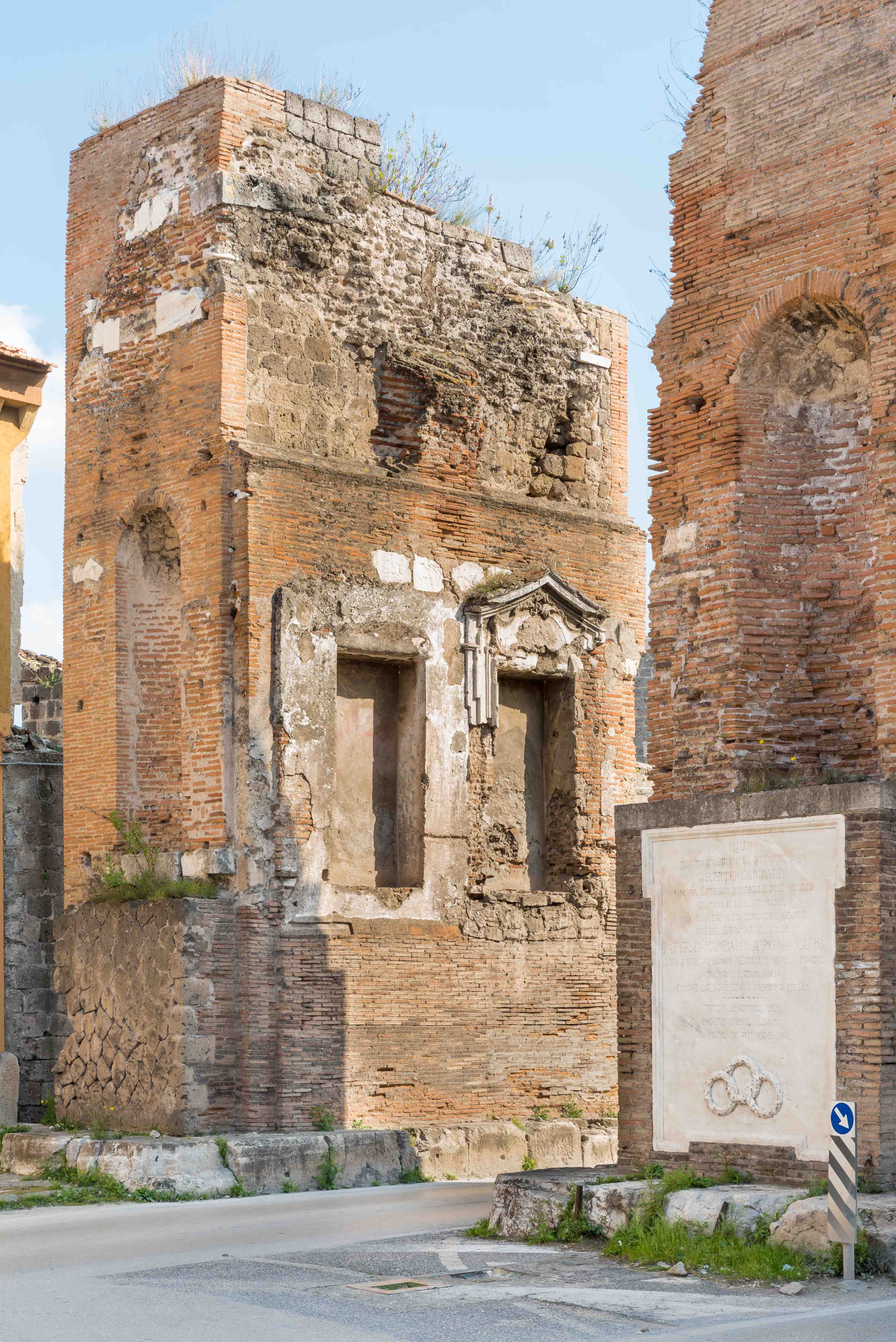
Un des piliers.

L'arc est construit en brique (opus latericium) et avait à l'origine un revêtement en pierre calcaire blanche, aujourd'hui perdu. Il conserve les piliers du fornix central (ouverture plus large, jusqu'à l'imposte de l'arc, et un des arcs latéraux). Les vestiges atteignent une hauteur de 10 m et une largeur de 18,5 m. Il y a des ajouts et des restaurations modernes.
Les arcs du fornix central et des arcs latéraux étaient placés à la même hauteur (6,20 m), mais celui du fornix central, plus large (portée de 4,85 m à contre-jour de 3,95 m pour les arcs latéraux), atteignait à l'origine une plus grande hauteur.
Les piliers sont recouverts à la base de blocs de pierre calcaire blanche et sont allégés par des niches aux toits voûtés. Les trous présents dans la structure en brique permettent d'émettre l'hypothèse de la présence de colonnes qui encadraient les niches et devaient soutenir un entablement qui courait au-dessus des arcs.
Sur le côté intérieur des piliers du passage central se trouvent des niches qui ont cependant été créées de manière moderne.